# Raccordement Laakhaven

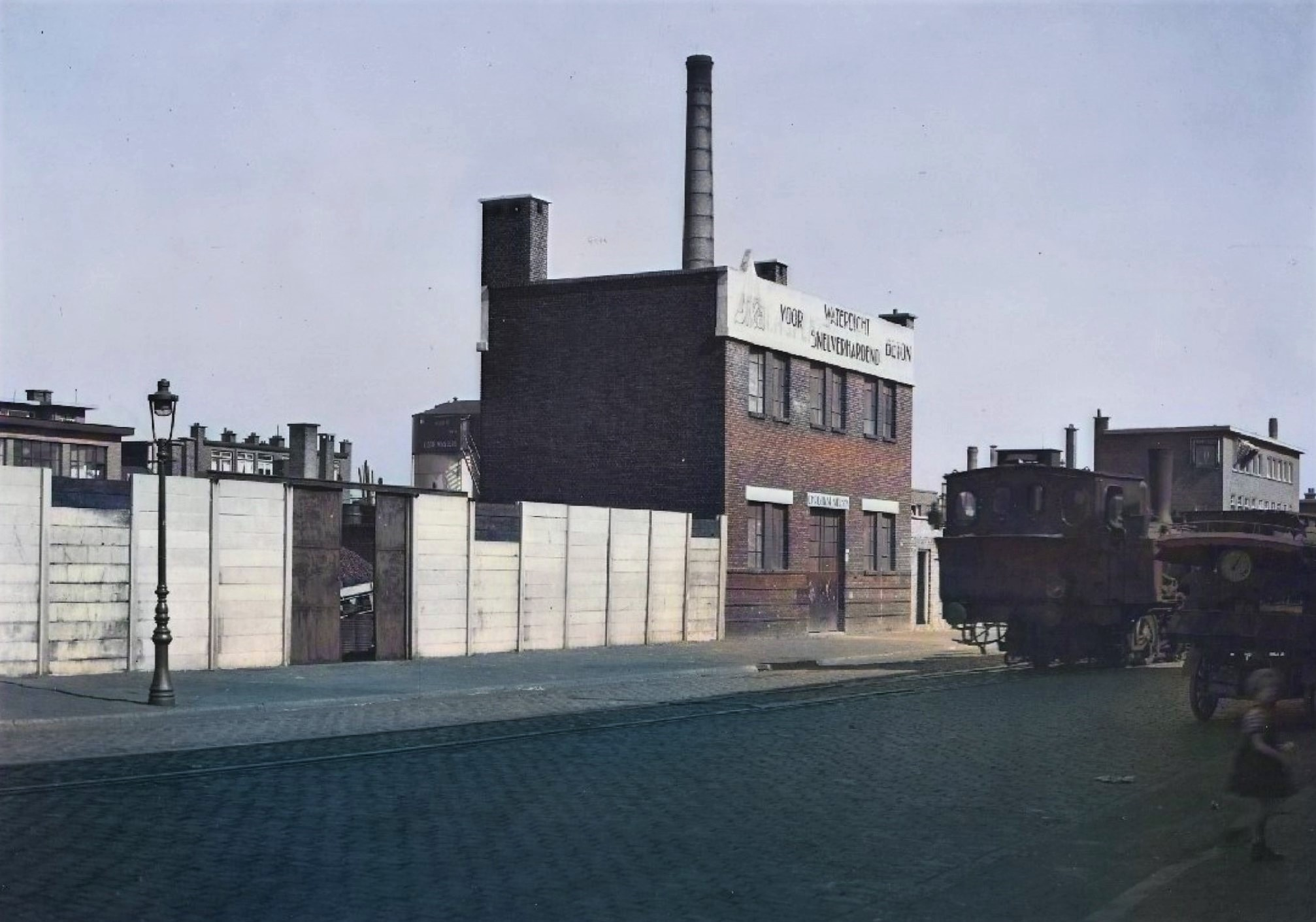
Een locomotief in de 1e van der Kunstraat voor betonfabriek "Sika" (1954)

Het raccordement Laakhaven was een goederenspoorlijn voor de bedrijven rond de Laakhaven in Den Haag.

## Geschiedenis
De Laakhaven werd tussen 1899 en 1930 aangelegd naar ontwerpen van Directeur der Gemeentewerken Isaac Lindo. De dienst Stadsontwikkeling en Volkshuisvesting was verantwoordelijk voor het ontwerp van het stratenplan, waarin de goederensporen werden opgenomen die nodig waren voor de aan- en afvoer van grondstoffen en goederen.
In het oorspronkelijke plan uit 1922 werden twee tracés voorzien, een voor de noordzijde van de haven en een voor de zuidzijde, die beiden aansloten op de Spoorlijn Amsterdam - Rotterdam. Het zuidelijke spoor zou ter hoogte van het huidige Hildebrandplein aftakken van het hoofdspoor en via de Slachthuiskade naar de Rijswijkseweg lopen. In de Stieltjesstraat was een aftakking voorzien. Er bleek echter te weinig belastingstelling vanuit de bedrijven aan deze zijde van de Laakhaven, waaronder het grote slachthuis, waardoor dit spoor niet gerealiseerd is. Het noordelijk spoor zou aan het einde van de Waldorpstraat aftakken van het hoofdspoor en via de 1e van der Kunststraat naar de Leeghwaterkade lopen, met aftakkingen naar industriestraten en de kades. In dit deel van de haven was wel genoeg interesse, waarna dit tracé, zonder de oorspronkelijk beoogde kadesporen, werd aangelegd. De gemeente financierde de aanleg van de sporen voor een bedrag van fl.185.000,-. De HIJSM zorgde voor de exploitatie. Bij een door de gemeente in 1931 gehouden onderzoek gaf een derde van de honderd aangeschreven bedrijven aan dat de spooraansluiting naast de ligging aan het water voor hen reden was geweest zich in de Laakhaven te vestigen.

Ontwerptekening van de Laakhaven uit ongeveer 1913, met de aan te leggen sporen ingetekend. Het zuidelijke trace en de kadesporen aan de noordzijde werden uiteindelijk niet aangelegd

In 1926 was de aansluiting gereed en reden de eerste treinen. Door de hoge prijs per wagon die een bedrijf aan de HIJSM moest betalen voor een aansluiting werd er in de eerste jaren maar beperkt gebruik gemaakt van het transport per trein. Men ging in 1925 nog uit van 2000 wagons per jaar, maar het bleken er de eerste jaren slechts een paar honderd te zijn. Het tarief werd in 1933 verlaagd, maar pas in 1938 reden er meer dan 1000 wagons vanaf het raccordement.
Al vanaf de jaren 1930 nam het belang van transport per vrachtauto toe en dit ging ten kostte van het vervoer per schip en per trein. Dit leidde er in de volgende decennia toe dat er steeds minder schepen in de laakhaven kwamen en ook het vervoer per spoor terugliep. Eind jaren 1960 was het grootste deel van de reguliere scheepvaart verdwenen. Het raccordement Laakhaven werd rond 1974 ook opgeheven en de aansluiting bij de Waldorpstraat opgebroken. In de jaren daarna verdween ook het grootste deel van de rails uit de straten van de Laakhaven.

## Loop
De stamlijn voor het raccordement takte direct na de spoorbrug over het Laakkanaal af van de hoofdbaan, stak de Waldorpstraat over en liep vervolgens in een vrij rechte lijn in noordoostelijke richting over de 1e van der Kunstraat en de Leeghwaterstraat, waar het eindpunt vlak voor de Rijswijkseweg was. Er waren aftakkingen in de Lulofsstraat, de 2e van der Kunstraat en de 3e van der Kunstraat, die doorliep naar de Cruqiusstraat tot aan de Cruqiuskade. Alle rails lag als straatspoor in het wegdek verzonken. Op het Leeghwaterplein kruisten 2 treinsporen 2 tramsporen bij de Van der Kunstraat, en 1 treinspoor kruiste 2 tramsporen bij de Leeghwaterstraat. In eerste instantie reed hier de eerste tramlijn 2.(1914-1937) Van 1944 tot 1959 reed hier lijn 4. Die werd toen vervangen door lijn 16 & 17(3e). In 1970 verdwenen de tramlijnen door de Laakhaven. Toen voorzag nog niemand dat in 1996 de tram terug zou komen, en zelfs opnieuw lijn 16, en vanaf 1999 opnieuw een lijn 17(5e). Maar de situatie is wel heel anders.

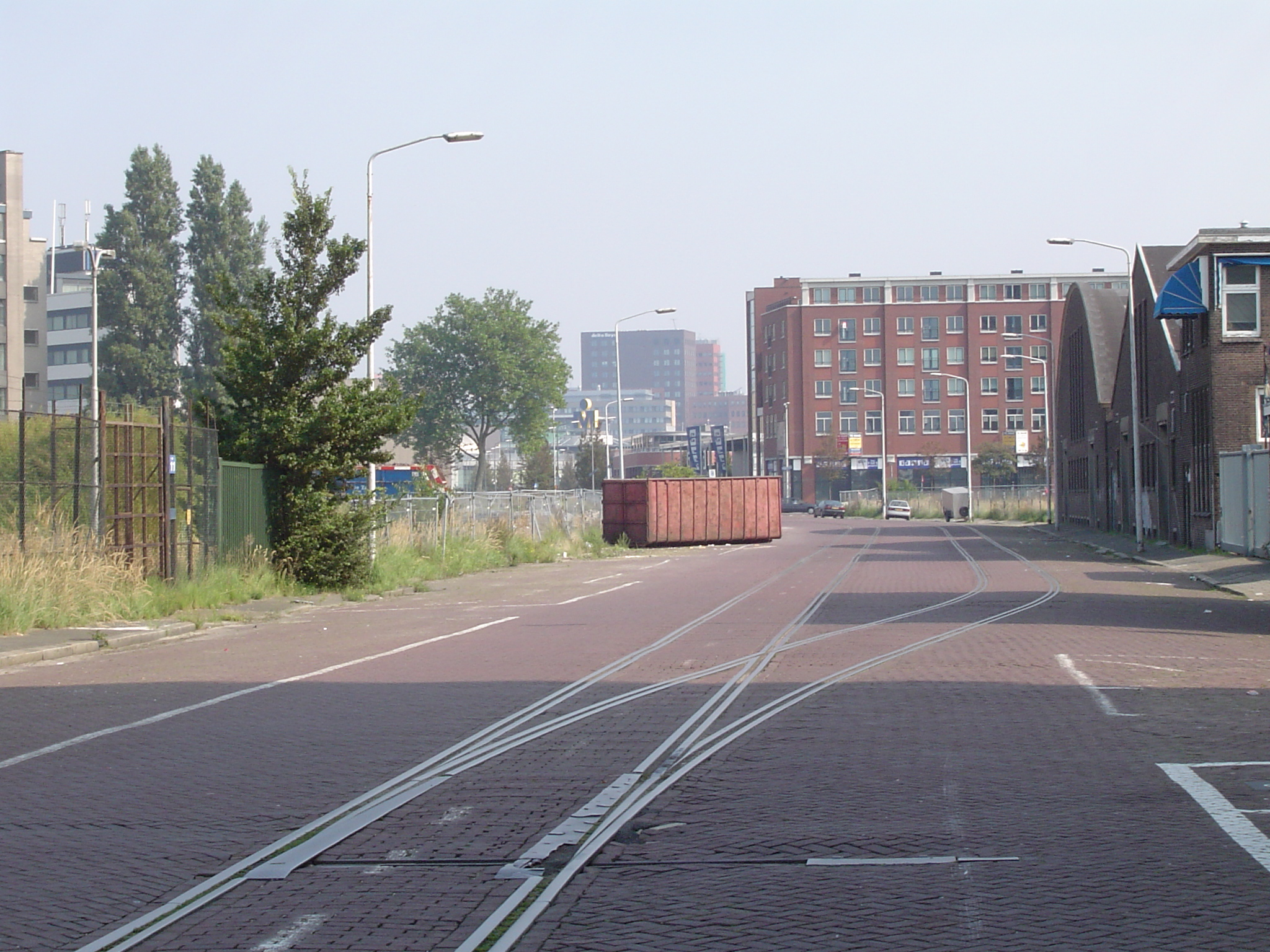
Resterend straatspoor in de 1e van der Kunstraat (2004)

## Restanten
In de jaren na opheffen van het raccordement werd in de meeste straten de rails verwijderd. Door de grootschalige stadsvernieuwing die vanaf 1990 plaatsvond in de Laakhaven zijn de meeste bedrijfsgebouwen afgebroken, twee insteekhavens gedempt en een aantal oorspronkelijke straten overbouwd voor o.a. de Haagse Hogeschool en de Megastores. Hiermee waren vrijwel alle restanten van het raccordement verdwenen.
In de 1e van der Kunstraat bleef de rails echter nog decennialang liggen tussen de Waldorpstraat en de Calandstraat. Het betrof een stuk enkelspoor, dat met een wissel ter hoogte van de RAC-loods in twee sporen splitste en zo doorliep tot aan de kruising met de Calandstraat. Pas in maart-april 2014 werd bij een grote reconstructie van de straat dit laatste stuk van het raccordement Laakhaven opgeruimd.